# Thalhausen (Altomünster)
Thalhausen ist ein Pfarrdorf und Ortsteil des Marktes Altomünster im oberbayerischen Landkreis Dachau.

Zur Gemarkung gehören auch noch die Weiler Arnberg und Haag und die Einöden Schielach, Schmelchen und Teufelsberg.

## Lage
Thalhausen und seine Ortsteile liegen im Donau-Isar-Hügelland und damit im Unterbayerischen Hügelland, das zum Alpenvorland, einer der Naturräumlichen Haupteinheiten Deutschlands gehört.
Thalhausen liegt ca. 4,5 km nordwestlich des Hauptortes Altomünster. Arnberg und Schmelchen liegen östlich, Haag, Schielach und Teufelsberg nordöstlich von Thalhausen.
Thalhausen liegt im Tal der Weilach, die in Wollomoos entspringt und in nordöstlicher Richtung durch Thalhausen und weiter nach Aufhausen fließt. Südlich von Thalhausen mündet der aus Südosten kommende Altograben als rechter Zufluss in die Weilach, westlich von Haag der aus Asbach kommende Wildmooser Bach.
Durch Thalhausen verläuft die nordöstlich-südwestlich verlaufende Kreisstraße DAH 18 von Schiltberg nach Wollomoos, die das Weilachtal entlangführt.

## Geschichte
Die katholische Pfarrei Sankt Georg in Thalhausen gehört zum Dekanat Aichach-Friedberg im Bistum Augsburg. Zur Pfarrei gehören außerdem Schielach und Teufelsberg.

Die katholische Filialkirche Sankt Margareta in Haag, die bis Ende des 17. Jahrhunderts eine eigene Pfarrei war, gehört mit Arnberg und Schmelchen zur Pfarrei Sankt Peter und Paul in Randelsried.
Thalhausen war eine selbständige Gemeinde im oberbayerischen Landkreis Aichach. Am 1. Juli 1972 kamen im Zuge der Gebietsreform in Bayern Thalhausen und seine Ortsteile zum ebenfalls oberbayerischen Landkreis Dachau. Am 1. Mai 1978 wurde die Gemeinde in den Markt Altomünster eingegliedert.